# Siergiej Kostiuk
Siergiej Anatoljewicz Kostiuk, kaz. Сергий Костюк, ukr. Сергій Анатолійович Костюк, Serhij Anatolijowicz Kostiuk (ur. 30 listopada 1978 w Odessie, Ukraińska SRR) – kazachski piłkarz pochodzenia ukraińskiego, grający na pozycji pomocnika.

## Kariera piłkarska

### Kariera klubowa
Wychowanek SDJuSzOR Odessa. W 1996 rozpoczął karierę piłkarską w miejscowym SK Odessa. Na początku 1999 przeniósł się do głównej odeskiej drużyny - Czornomoreć Odessa. Potem występował w klubach Worskła Połtawa, Polissia Żytomierz i Dnister Owidiopol. Zimą 2003 wyjechał do Kazachstanu, gdzie zaprosił go trener FK Atyrau Ołeksandr Hołokołosow (rodem z Odessy). Od 2007 bronił barw klubów Szachtior Karaganda, Wostok Öskemen i Żetysu Tałdykorgan. W 2011 roku przeszedł do Tobyłu Kostanaj.

### Kariera reprezentacyjna
Ma na koncie jeden występ w reprezentacji Kazachstanu.

## Sukcesy i odznaczenia

### Sukcesy klubowe
- wicemistrz Ukraińskiej Pierwszej Lihi: 1999
- brązowy medalista Mistrzostw Kazachstanu: 2007, 2009
- finalista Pucharu Kazachstanu: 2009